# ستيفان بادجي
ستيفان ديارا بادجي (بالفرنسية: Stéphane Badji)‏ (مواليد 29 مايو 1990) هو لاعب كرة قدم سنغالي يلعب حاليًا لصالح نادي بران النرويجي.

## إحصائيات
آخر تحديث 11 نوفمبر 2014.
| الموسم        | النادي        | الدرجة                  | الدوري | الدوري  | الكأس  | الكأس   | المجموع | المجموع |
| الموسم        | النادي        | الدرجة                  | الظهور | الأهداف | الظهور | الأهداف | الظهور  | الأهداف |
| ------------- | ------------- | ----------------------- | ------ | ------- | ------ | ------- | ------- | ------- |
| 2012          | سوندال        | الدوري النرويجي الممتاز | 24     | 0       | 1      | 0       | 25      | 0       |
| 2013          | بران          | الدوري النرويجي الممتاز | 28     | 0       | 1      | 0       | 29      | 0       |
| 2014          | بران          | الدوري النرويجي الممتاز | 21     | 0       | 3      | 0       | 24      | 0       |
| المجموع الكلي | المجموع الكلي | المجموع الكلي           | 73     | 0       | 5      | 0       | 78      | 0       |

## ألقاب

### الأندية
كاسا سبورت
- كأس الاتحاد السنغالي لكرة القدم (1): 2011

### المنتخب
السنغال
- بطولة المجموعة الاقتصادية لدول غرب إفريقيا (1): 2011

## روابط خارجية
- ستيفان بادجي على موقع اتحاد تركيا (لاعب) (الإنجليزية)
- ستيفان بادجي على موقع قاعدة بيانات كرة القدم.إي يو (الإنجليزية)
- ستيفان بادجي على موقع ناشيونال فوتبول تيمز (الإنجليزية)
- ستيفان بادجي على موقع Soccerway.com (الإنجليزية)
- ستيفان بادجي على موقع عالم كرة القدم.نت (الإنجليزية)
- ستيفان بادجي على موقع أوليمبيديا (الإنجليزية)
- ستيفان بادجي على موقع AS.com (الإسبانية)